# Међународне спортске игре особа са инвалидитетом „Београд опен”
Међународне спортске игре особа са инвалидитетом „Београд опен” су спортске игре намењене особама са инвалидитетом, први пут организоване 2013. године у Београду.

## ОрганизаторБеоград опена
Организатор манифестације „Београд опен“ је Спортски савез особа са инвалидитетом Београд, а њено одржавање омогућено је подршком Града Београда, као и других партнера. Међународне спортске игре особа са инвалидитетом се организују током септембра месеца.

## ЦиљБеоград опена
Циљ одржавања манифестације је да промовише и афирмише услове и могућности које Београд пружа у напорима за побољшање услова живота и рада ове популације и унапређивање њиховог положаја у друштву.

## Спортске дисциплине
Такмичења се одржавају у 13 спортова и то по врстама инвалидности: 
- Шах
- Фудбал
- Пливање
- Голбал
- Седећа одбојка
- Кошарка у колицима
- Атлетика
- Европски куп у парабициклизму
- Стони тенис
- Теквондо
- Јахање
- Пикадо
- Карате